# Korstolar

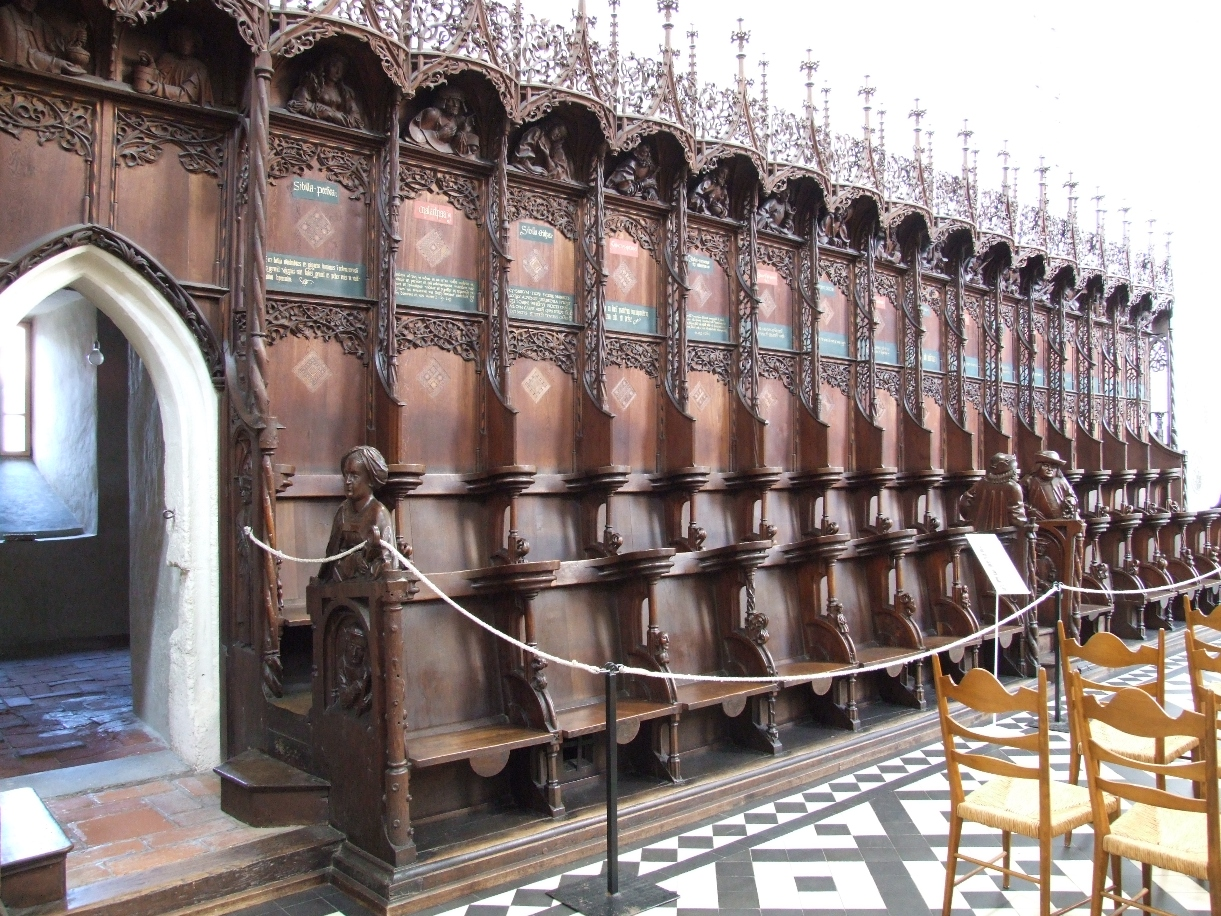
Korstolar i St. Martin i Memmingen.

Korstolar är det romersk-katolska prästerskapets bänkar i dom- och klosterkyrkornas kor.

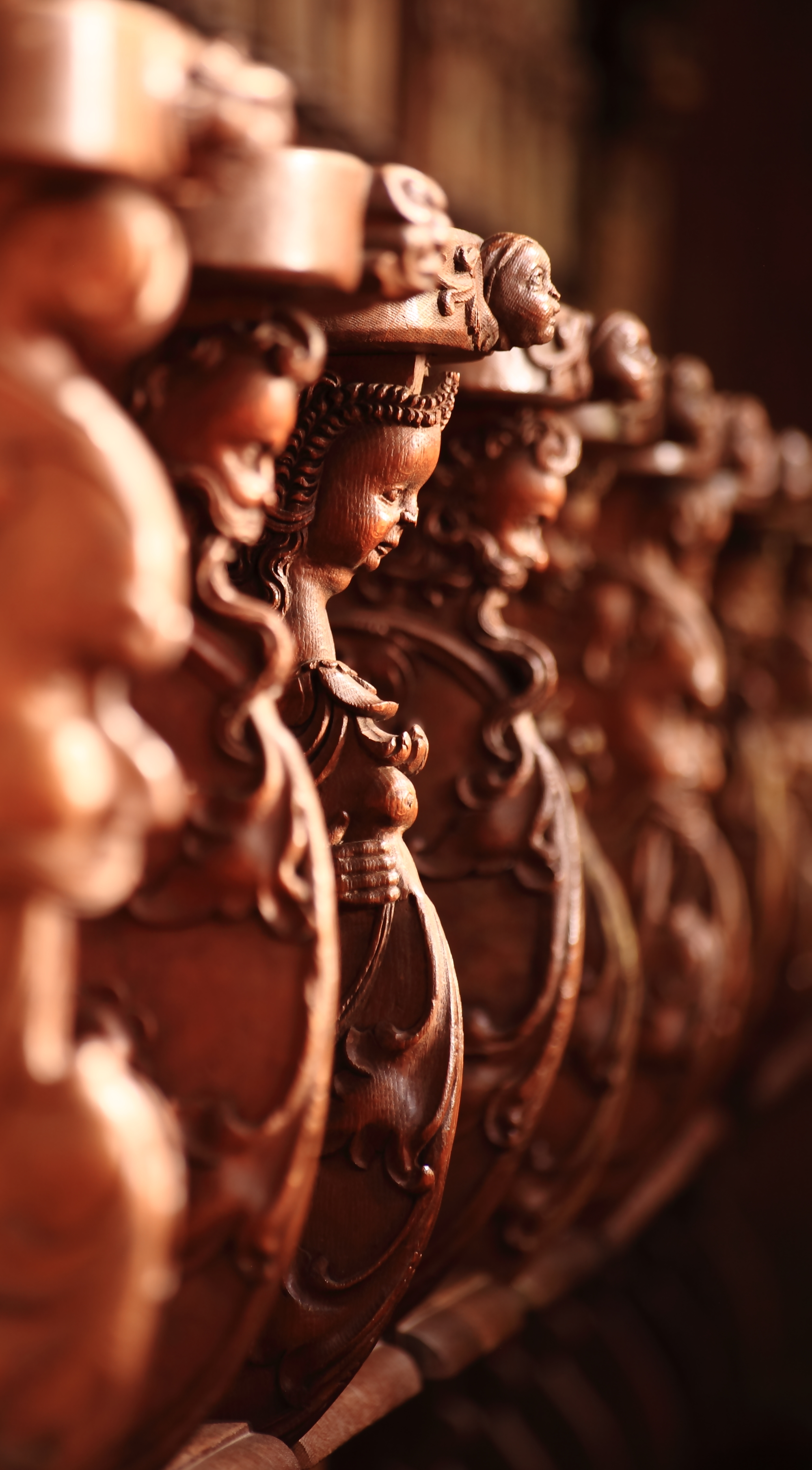
Korstolar i en kyrka i Burgdorf, Schweiz.

Korstolarna utvecklades i sin typiska form under den senare medeltiden, efter att man tidigare hade använt enskilda biskopsstolar och andra högsäten. De ordnades gärna längs korets väggar och kunde ytterligare tjäna till att avgränsa koret mot långskeppet. Framför en hög ryggpanel har korstolar mellan armstöden rörliga träsäten, som kan fällas upp och ned. På undersidorna har sätena småkonsoler, mot vilka en stående bekvämt kan luta sig, och som därför kallas misericordia ("barmhärtighet"). Praktfulla rader av korstolar är bevarade från gotisk tid, i det nutida Sverige i Lunds domkyrka och i Danmark i Roskilde domkyrka. I Tyskland märks Jörg Syrlin den äldres korstolar i Ulm. Betecknande för medeltida tankegång är det, att misericordiakonsolerna ofta pryddes med masker, karikatyrer eller drastiska framställningar av lasterna, som ett slags motstycke till de religiösa relieferna över ryggpanelerna.